# Ejército Revolucionario Zomi
El Ejército Revolucionario Zomi (en birmano: ဇိုမီး လွတ်လပ်ရေး တပ်မတော်; abreviado como ZRA) es un grupo armado nacionalista zomi, formado en 1997, tras el aumento de las tensiones entre las etnias kuki, thadou y paite en el distrito de Churachandpur en Manipur, India. Su organización matriz, la Organización Revolucionaria Zomi, fue fundada en abril de 1993.
El objetivo proclamado del ZRA es "proteger los intereses de los grupos étnicos Zo" y para "unir a todos los pueblos zomi bajo un estado único, llamado Zogam", que ocuparía parte de los actuales territorios de la India (Manipur y Mizoram), Birmania (Estado de Chin) y Bangladesh (Chittagong Hills Tracts).

## Liderazgo
El ZRA tiene 3 cargos de liderazgo principales, el presidente, el Secretario General y el Secretario de Publicidad e Información. Gran parte de la diligencia está compuesta por miembros de la comunidad zomi. Sus dirigentes actuales son:
- Thanglianpau Guite, Presidente del ZRA
- D. Kamsuanthang, Secretario General
- Jimmy Suanpu, Secretario de Publicidad e Información

## Áreas de operación
Por lo general, el ZRA realiza sus operaciones en Paite, Simte, Vaiphei, Zou, Mizo, Chin, Gangte, Thadou y otras tribus bajo dominio de los zomi del distrito de Churachandpur en Manipur y otros distritos en Manipur, particularmente en la subdivisión de Singngat, cerca de Birmani. Sus principales zonas de operaciones incluyen regiones limítrofes de Manipur y Mizoram, y también en el estado de Chin, Birmania.

## Financiación
El ZRA presuntamente se financia a través del cobro de "tarifas de protección" de los habitantes locales que viven dentro de sus zonas de operaciones. A cambio de esta tarifa, el ZRA garantiza que van a protegerlos de disparos, secuestros o robos por parte de facciones rivales. En junio de 2004, según los informes de los medios de comunicación locales, el ZRA acusó a la administración del Frente Nacional Mizo (MNF) en Mizoram de pagar de manera únicamente parcial a grupos pequeños del ZRA para hacer campañas en nombre de los candidatos del MNF en Champhai. Un destacado líder de la oposición en Mizoram, Lal Thanhawla, afirmó el 12 de junio de 2004, que el MNF debió el pago del ZRA para "prestar servicios", y que, debido a que el MNF no había pagado la tarifa, el ZRA había comenzado a cobrar tarifas a los residentes de Mizoram.

## Alianzas con otros grupos armados
El ZRA mantiene alianzas cercanas con el Kanglei Yawol Kanna Lup (KYKL) y el Consejo Nacional Socialista de Nagalandia-Isak Muivah (NSCN-IM). El grupo también tiene un memorándum de entendimiento con la Organización de Liberación Kuki (KLO) que promete la "cooperación total en todas las esferas, con el objetivo de fortalecer los lazos de sangre entre los pueblos Kuki-Chin-Mizo/Zomi". Una vez, el ZRA entró en conflicto con la Convención Popular Hmar-Democracia (HPC-D), pero ambos grupos llegaron a un acuerdo para "trabajar estrechamente en el espíritu de entendimiento mutuo y cooperación para el bienestar de las personas y para alcanzar sus objetivos compartidos".

## Negociaciones de paz
El 9 de agosto de 2005, el ZRA dio una declaración, diciendo que habían logrado un acuerdo de alto el fuego con el gobierno de la India, que duraría 6 meses a partir del 1 de agosto. El ZRA también dijo que habían "visto los pasos dados por el gobierno indio en este sentido como un enfoque positivo, para el mejor entendimiento de nuestra historia única, y la realización de la necesidad de una solución permanente a las aspiraciones a largo plazo del pueblo Zomi." A pesar de este acuerdo, las fuerzas de seguridad hindúes llevaron supuestamente operaciones contra el ZRA, durante el alto el fuego.

## Incidentes notables
El 9 de junio de 2005, insurgentes del ZRA tendieron una emboscada a un camión en Churachandpur que transportaba a miembros del Frente Revolucionario Zomi (ZRF), asesinando a 3 de sus miembros y a un civil. Este ataque fue en represalia por la escisión del ZRF desde el ZRA.
- El 20 de septiembre de 2005, hubo un enfrentamiento entre miembros del ZRA y el ZRF donde fallecieron 6 personas; un activista del ZRA también resultó herido.[3]
- El 20 de agosto de 2006, dos civiles fueron asesinados y otros 4 resultaron heridos después de que las fuerzas de seguridad hindúes abrieran fuego contra un grupo de feligreses en la subdivisión de Vengnuam en Churachandpur, el baluarte del ZRA, creyendo de forma errónea que se habían infiltrado miembros del ZRA.[4]
- El 10 de enero de 2010, tres insurgentes del ZRA fueron asesinados en un enfrentamiento contra miembros del Ejército Popular de Liberación de Manipur (PLA), en Tonzang Township, Estado de Chin. Un miembro del PLA resultó herido.[cita requerida]
- El 15 de enero de 2010, 2 miembros del ZRA fueron asesinados tras un enfrentamiento con el Frente Popular Revolucionario, el brazo armado del Ejército Popular de Liberación de Manipur, que opera en Manipur.[5]